# Streets of Blood
Streets of Blood (br: Ruas de Sangue) é um filme americano de 2009 dos gêneros ação/drama estrelado por Val Kilmer, 50 Cent, Michael Biehn e Sharon Stone, e dirigido por Charles Winkler. O roteiro, de Eugene Hess, é baseado na história de Hess e Dennis Fanning. Foi produzido por Nu Image/Millennium Films.

## Elenco
- Val Kilmer como Andy Devereaux (Kilmer substituiu Robert De Niro)[2]
- 50 Cent como Stan Johnson[2]
- Sharon Stone como Nina Ferraro[2]
- Michael Biehn como Agente Brown (Biehn substituiu Dylan McDermott)
- Jose Pablo Cantillo como Pepe
- Brian Presley como Barney[2]
- Barry Shabaka Henley como Cap. John Friendly